# Rákócziszállás
Rákócziszállás (ukránul: Завадка [Zavadka]) település Ukrajnában, Kárpátalján, a Munkácsi járásban, Volóctól északnyugatra.

## Nevének eredete
A falu a Zavadka patak mellett alakult ki, s nevét is a patakról kapta, melynek neve szláv eredetű, magyar jelentése: vízen, folyón túli. Mai nevét azután kapta, hogy II. Rákóczi Ferenc 1703-ban itt járt Zavadkán, s innen bocsátotta ki híres felhívását a nemzethez.
Rákóczi Magyarország földjére 1703. június 16-ikán a Vereczkei hágón keresztül lépett, aznap a beregi Szentpéteri és Zavadka között pihente ki az átkelés fáradalmait. Innen indult Munkács elfoglalására, majd ennek kudarca után visszatért a faluba, ahol hadseregének újjászervezéséhez látott. Eközben jelentős egységek csatlakoztak még hozzá, így 1703. július 7-én 2400 emberrel indította el a faluból a tiszántúli hadjáratot.

## Története
Rákócziszállás nevét 1630-ban említette először oklevél Zavodka néven.
1641-ben Zavatka, 1773-ban Zavatka, Zawotka, 1808-ban Zavádka, 1913-ban Rákócziszállás néven írták.
1889-ben a Zavadka nevet Rákócziszállás-ra változtatták.
1910-ben 790 lakosa volt, melyből 10 magyar, 134 német, 646 ruszin volt. Ebből 652 görögkatolikus, 135 izraelita volt.
A trianoni békeszerződés előtt Bereg vármegye Alsóvereczkei járásához tartozott.